# Breddin-Abbau
Breddin-Abbau ist ein bewohnter Gemeindeteil der Gemeinde Breddin im Landkreis Ostprignitz-Ruppin in Brandenburg. Der Ort ist als Exklave vollständig vom Land Sachsen-Anhalt umgeben. Breddin-Abbau wird vom Amt Neustadt (Dosse) verwaltet.

## Lage
Breddin-Abbau liegt rund 15 Kilometer Luftlinie westlich von Neustadt (Dosse) im Naturpark Westhavelland. Der Ort ist eine Exklave Brandenburgs innerhalb Sachsen-Anhalts und vollständig vom Gemeindegebiet der Stadt Havelberg umgeben. Der Ort bildet zusammen mit dem Havelberger Ortsteil Kümmernitz eine zusammenhängende Siedlungsfläche. Die Landesgrenze verläuft in der Mitte der Dorfstraße. Weitere Nachbarorte sind Breddin im Norden, Sophiendorf im Osten und Damelack im Nordwesten.
Breddin liegt an der Landesstraße 141 zwischen Havelberg und Breddin.

## Geschichte

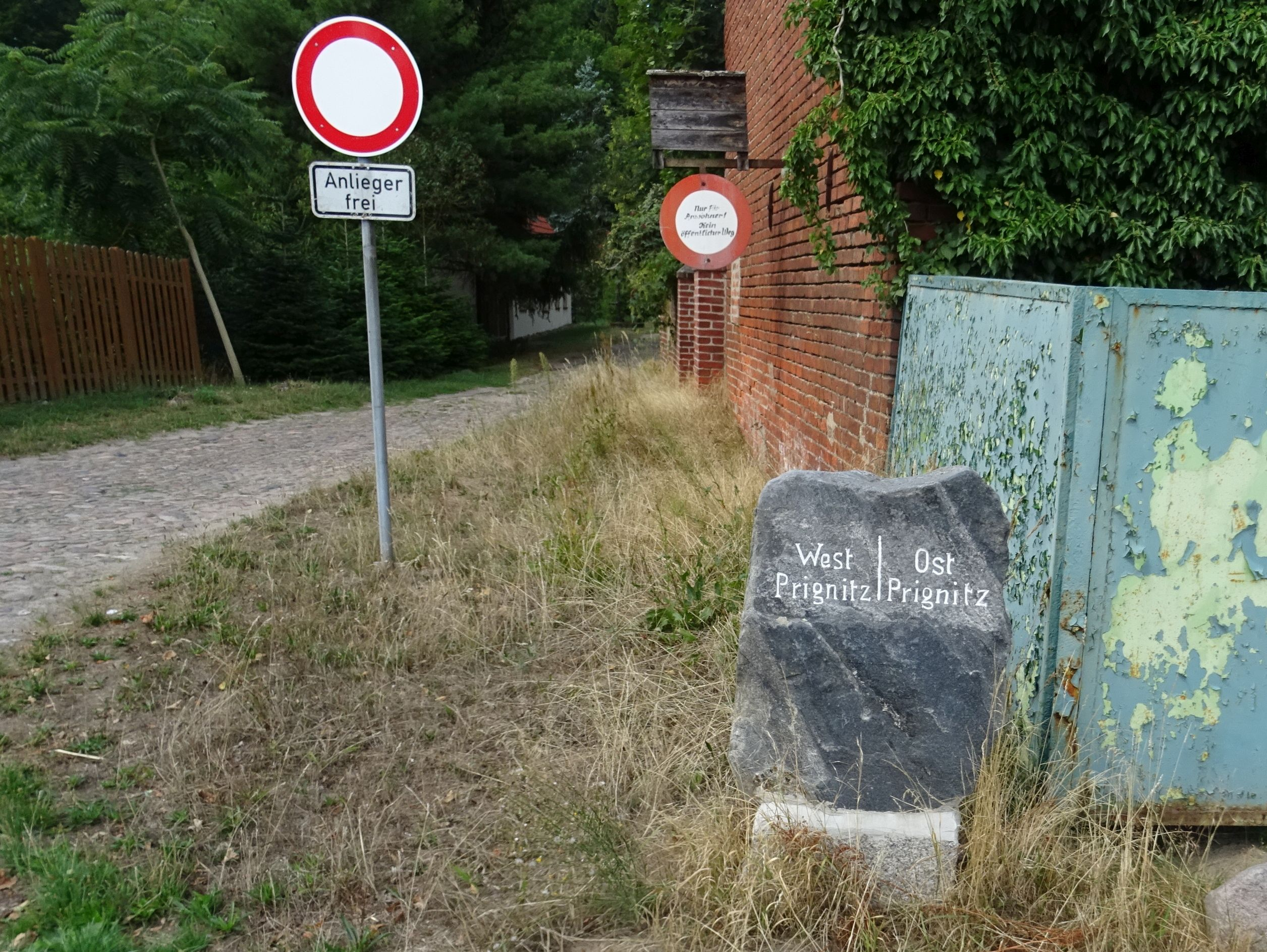
Grenzstein zwischen den Kreisen Ost- und Westprignitz in Breddin Abbau, heutige Landesgrenze

Breddin-Abbau entstand als Ausbausiedlung von Breddin, der Namenszusatz Abbau ist eine in Nord- und Ostdeutschland verbreitete Bezeichnung für eine Ansammlung von Neu- und Aussiedlerhöfen. Die besondere Lage geht auf die historische Zugehörigkeit der Gemeinde Breddin zum Bistum Havelberg zurück. Bis 1816 gehörten sowohl Breddin-Abbau als auch Kümmernitz zum Havelbergischen Kreis der Mark Brandenburg, im April 1817 wurde das Gebiet des Kreises auf die neu entstandenen Landkreise Westprignitz und Ostprignitz aufgeteilt, wobei die Gemeinde Kümmernitz in der Westprignitz und die Gemeinde Breddin mit der zur Gemeinde gehörenden Siedlung Breddin-Abbau in der Ostprignitz lag.
1952 wurden die Landkreise Westprignitz und Ostprignitz aufgelöst, Breddin mit Breddin-Abbau kam zum neuen Kreis Kyritz im Bezirk Potsdam und Kümmernitz kam zum Kreis Havelberg im Bezirk Magdeburg. Nach der Wiedervereinigung wurde der Landkreis Kyritz schließlich dem Land Brandenburg zugeordnet, der Landkreis Havelberg kam zu Sachsen-Anhalt. Seit Dezember 1993 gehört Breddin-Abbau zum Landkreis Ostprignitz-Ruppin.